# Könsidentitetsstörningar
Könsidentitetsstörningar eller GID (efter Gender Identity Disorders), är ett antal psykiatriska diagnoser på personer som inte är tillfreds med sitt medfödda biologiska kön och uppvisar en ihållande identifikation med det motsatta könet. I många delar av världen omfattar diagnosgruppen även diagnosen transvestism med dubbla roller, men i Sverige är den diagnosen avskaffad av Socialstyrelsen. 
I Sverige omfattar diagnoserna huvudsakligen den grupp patienter som i Sverige diagnostiseras med transsexualism, men diagnosen könsidentitetsstörningar är en smula bredare än diagnosen transsexualism. Inom svensk sjukvård används inte diagnostiseringsmanualen DSM-IV-TR, där GID finns, utan ICD-10.
Det finns flera olika diagnoskoder för olika könsidentitetsstörningar i DSM-IV-TR, nämligen Könsidentitetsstörning hos barn, 302.6, Könsidentitetsstörning hos ungdomar och vuxna, 302.85 och  Könsidentitetsstörning UNS, 302.6.
Diagnoskriterierna för den huvudsakliga diagnosen, Könsidentitetsstörning hos ungdomar och vuxna, 302.86, är:
- en stark och bestående könsöverskridande identifikation.
- bestående obehag med sitt registrerade kön eller en känsla av att vara malplacerad i det könets könsroll.
- diagnosen sätts inte om patienten har ett fysiskt interssexuellt syndrom/ DSD.
- kliniskt påvisbara svårigheter eller försämringar i sociala eller yrkesmässiga färdigheter eller andra viktiga områden för att fungera tillfredsställande.

För livssituation, behandling och andra fakta, se artikeln om transsexualism och transperson.

## Diagnoskod
- DSM-IV och DSM-IV-TR: Gender Identity Disorder